# 馬基恩·波波夫
馬基恩·米哈伊洛維奇·波波夫（俄语：Маркиан Михайлович Попов，羅馬化：Markian Mikhaylovich Popov，1902年11月15日—1969年4月22日；又譯馬爾基安）前蘇聯軍事部隊高層指揮官，陸軍大將，蘇聯英雄。 
第二次世界大戰蘇德戰爭時在不同時候他率領許多戰線軍隊「軍團」作戰，有: 北方方面軍、列寧格勒方面軍、布良斯克方面軍(參與部份庫爾斯克戰役戰事)、波羅的海方面軍及波羅的海第二方面軍。
1956年-1962年他擔任蘇聯陸軍參謀長。